# Туманов, Иван Николаевич
Иван Николаевич Туманов (16 января 1924, Григорово, Ярославская губерния — 22 июня 1973, Ярославль) — автоматчик 104-го гвардейского стрелкового полка, гвардии красноармеец. Герой Советского Союза.

## Биография
Родился 16 января 1924 года в деревне Григорово ныне Любимского района Ярославской области. В 1930 году семья Тумановых переехала в город Ярославль. Окончив 7 классов школы № 36, учился на строителя, в 15-летнем возрасте поступил учеником слесаря-водопроводчика на Ярославский электромашиностроительный завод.
В декабре 1942 году был призван в Красную Армию. С 1 апреля 1943 года в действующей армии — автоматчик 104-го гвардейского стрелкового полка 36-й гвардейской стрелковой дивизии. Боевой путь начал в боях под городом Харьков. Участвовал в сражении на Курской дуге, наступательных боях на Левобережной Украине. В составе группы участвовал в захвате двух «языков», подавил огневую точку, был ранен, но остался в строю. Отличился в боях при форсировании реки Днепр.
В ночь на 26 сентября 1943 года гвардии красноармеец Туманов одним из первых переплыл реку Днепр в районе села Сошиновка. Высадившись на правый берег, первым пошёл на штурм села Сошиновка. Освобождая дом за домом, Туманов огнём из автомата и гранатами истребил до 70 противников. Враг не выдержал смелых и дерзких атак советских бойцов и в панике бежал, оставив исправную технику с боеприпасами. Туманов захватил немецкий миномёт и открыл из него огонь по врагу, отступавшему на высоту 134,4. На плечах противника он первым ворвался на высоту и занял оборону. Участвовал в отражении 6 контратак противника, огнём из автомата и гранатами уничтожил до 60 немцев. Все атаки противника захлебнулись, высота осталась в наших руках. Всего в боях на правом берегу Днепра — за село Сошиновка, за высоты 134,4 и Безымянная — Туманов истребил более 100 немецких солдат и офицеров. Был тяжело ранен и контужен. В части сочли его пропавшим без вести и домой пришла «похоронка».
Указом Президиума Верховного Совета СССР от 20 декабря 1943 года за образцовое выполнение заданий командования и проявленные мужество и героизм в боях с немецко-вражескими захватчиками гвардии красноармейцу Туманову Ивану Николаевичу присвоено звание Героя Советского Союза с вручением ордена Ленина и медали «Золотая Звезда».
После госпиталя вернулся на фронт. Освобождал от немецких оккупантов Правобережную Украину, Румынию, Болгарию, Венгрию и Австрию. В 1947 году был демобилизован.
О присвоении ему звания Героя Советского Союза Туманов узнал уже в мирное время, причём совершенно случайно. Старший брат Николай вдруг вспомнил, что в годы войны видел знакомую фамилию в одном из Указов, опубликованных в газете. Без особой надежды на успех обратились в военкомат и там подтвердили.
После демобилизации вернулся в город Ярославль. Пришёл работать на свой электромашиностроительный завод. Работал бригадиром, мастером по монтажу трубопроводов и сантехнического оборудования. Дело своё, слесарное и водопроводное, знал в совершенстве. Имел самый высокий пятый рабочий разряд. Подготовил более 20 квалифицированных специалистов.
Избирался председателем цехкома и членом завкома профсоюза, четыре раза — депутатом городского совета. В I960 году, в год 950-летия Ярославля, его имя было занесено в городскую Книгу Почёта. В 1971 году за высокие трудовые достижения был награждён орденом Октябрьской Революции.
Скончался 22 июня 1973 года. Похоронен на Западном гражданском кладбище.

## Награды
- медали «Золотая Звезда» Героя Советского Союза и орден Ленина (20.12.1943)[1],
- орден Октябрьской Революции,
- медали, в том числе:
  - «За отвагу» (26.9.1943)[2],
  - «За победу над Германией» (9.5.1945)[3].

## Память
Именем Героя в 1975 году названа улица в городе Ярославле в Северном жилом районе, и был назван заводской пионерский лагерь.